# Martin AM
Die Martin AM Mauler war ein Jagdbomber des US-amerikanischen Flugzeugherstellers Glenn L. Martin Company. Die Maschine wurde zwar noch während des Zweiten Weltkrieges entwickelt, aber aufgrund von Entwicklungsfehlern erst nach dem Krieg von der United States Navy eingesetzt. Insgesamt wurden 151 Maschinen gebaut, die aber nur relativ kurz verwendet wurden. Die Douglas AD Skyraider wurde von der U.S. Navy bevorzugt, da sie wesentlich bessere Flugeigenschaften hatte. 1950 wurde die Mauler aus den Staffeln abgezogen und 1953 auch aus den Reserveeinheiten.

## Geschichte

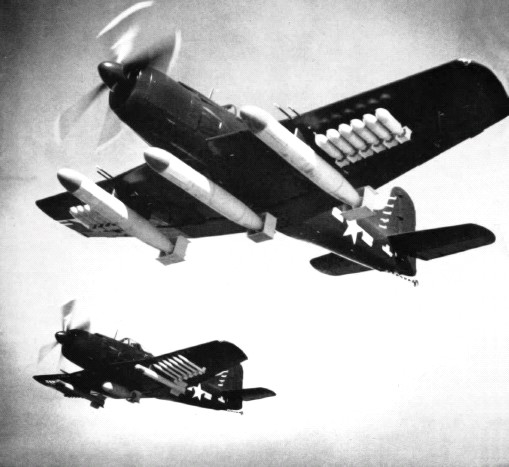
Zwei AM-1 während der Waffenerprobung

In den 1930er- und frühen 1940er-Jahren unterschied die U.S. Navy zwischen zwei Typen von Flugzeugen auf Flugzeugträgern, dem Torpedobomber und dem Sturzkampfbomber. 1943 wurde diese Trennung aufgegeben und die Navy suchte einen neuen Multifunktionsbomber. Entgegen den früheren Bombern sollte es ein Einsitzer ohne Heckschütze sein und die Geschwindigkeit eines Jägers erreichen können. Martin entwickelte daraufhin den neuen Tiefdecker BTM Mauler (Modell 210). Konkurrenzmuster in dem Ausschreibungswettbewerb  waren Ende 1943 die Douglas XBTD-1 sowie die Curtiss XBTC-1 und die Kaiser-Fleetwings XBTK.
Der Erstflug des ersten der beiden bestellten Prototypen XBTM-1 erfolgte am 26. August 1944. Anfang 1945 wurde ein Serienauftrag über 750 BTM-1 erteilt. Eigentlich sollte die Maschine bei der Invasion Japans eingesetzt werden, aber die Probleme dauerten bis 1947 an, wobei im Dezember 1946 die erste Serienmaschine flog. Probleme mit dem hinteren Spornrad führten immer wieder zu Rumpfbeschädigungen. Erst 1948 konnte die Maschine für echte Einsätze überhaupt verwendet werden. Die ersten Auslieferungen der auf 99 Maschinen reduzierten Bestellung begannen im März 1948 an die Luftnahunterstützungsstaffel VA-17A auf der Naval Air Station Quonset Point. Die Maschine bekam jetzt ihre Navy-Bezeichnung AM-1. Im Mai 1949 wurden noch einmal 50 Maschinen bestellt, deren letzte im Oktober 1949 fertiggestellt wurden.
Das Flugzeug konnte eine enorme Bombenlast tragen. Ein Martin-Testpilot flog mit drei 1.000-kg-Torpedos, zwölf 227-kg-Bomben und voll aufmunitioniert. Insgesamt trug sie dabei 4830 kg, dies war ein Rekord für einmotorige Flugzeuge. Auf den Flugzeugträgern wurde allerdings die Bombenlast verringert, wo sie mit maximal 3850 kg Zuladung flog. Außerdem war sie schwer zu landen und die Piloten gaben den Maschinen den Namen Awful Monsters.
Obwohl die Douglas AD Skyraider kleiner war und weniger Bomben tragen konnte, wurde sie von den Navy-Piloten bevorzugt. 1950 wurde entschieden, die Mauler nur noch von Land aus zu fliegen. Dazu wurden die meisten an Reserveeinheiten überstellt und dienten vorwiegend zu Trainingszwecken. 1953 wurden sie endgültig ausgemustert.
Vier Maschinen überdauerten bis heute und werden im National Museum of Naval Aviation auf der Naval Air Station Pensacola, Florida gelagert. Eine davon ist heute momentan ausgestellt, allerdings gibt es noch eine Reihe unvollständiger Maschinen. Ein Flugzeug blieb bis in die 1980er-Jahre flugfähig und flog für die Commemorative Air Force.

## Konstruktion
Die Mauler setzte mit dem 28-Zylinder-Sternmotor Pratt & Whitney R-4360 den stärksten bisher je verwendeten Motor ein. Das durch diesen Motor verursachte Gegendrehmoment war so stark, dass das Flugzeug stark nach links zu drehen versuchte und nur schwer zu beherrschen war. Eine direkte Steuerung war schlecht möglich und so unterstützten hydraulische Servomotoren den Piloten. Das Spornradfahrwerk war einziehbar und jeweils einzeln bereift. Die Höhenflossen und die Tragflächen waren trapezförmig, letztere waren für die Unterbringung auf Flugzeugträgern teilweise nach oben klappbar. An den Hinterkanten der Tragflächen waren feingliedrige Luftbremsen angebracht.

## Versionen

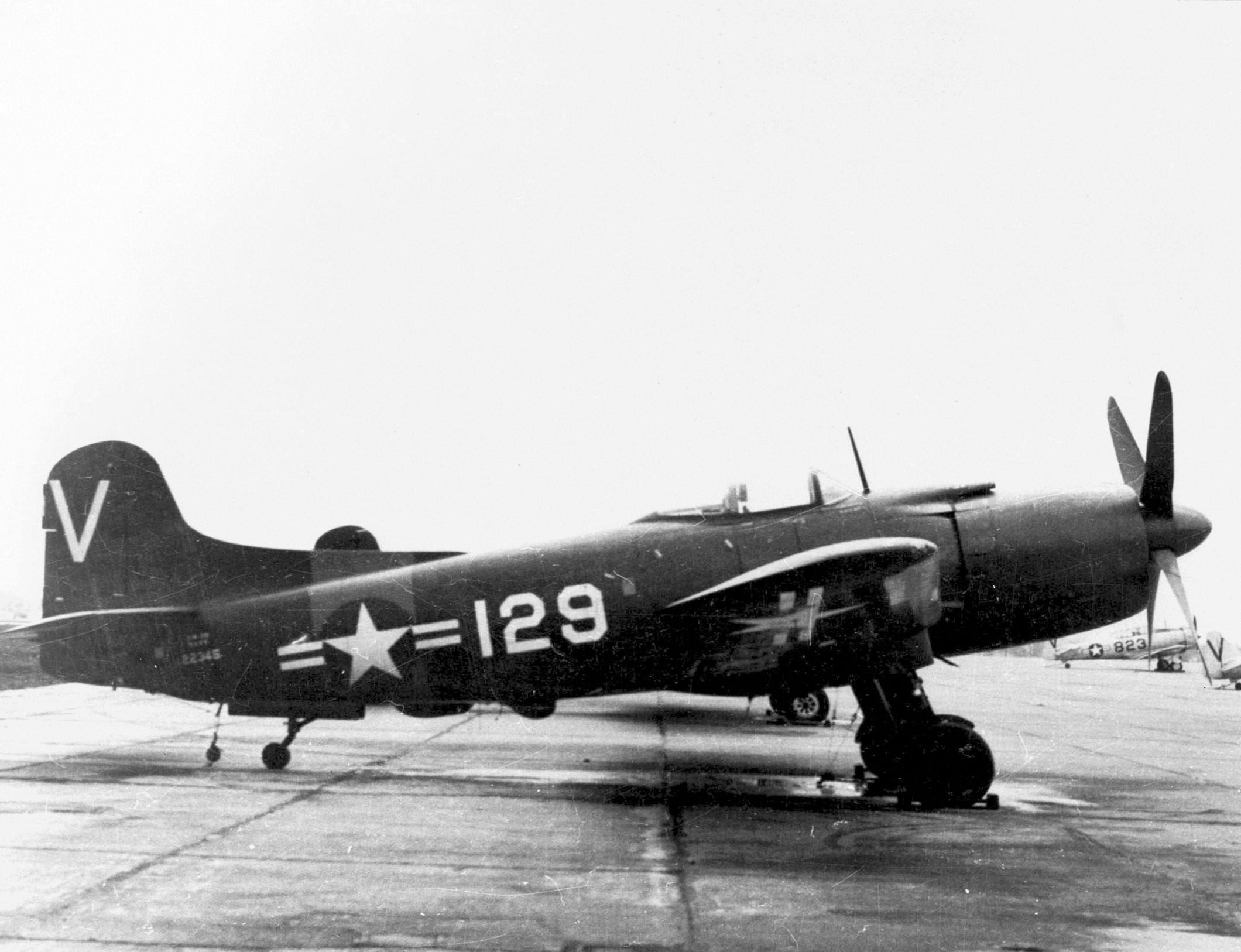
AM-1Q der US Naval Air Reserve

XBTM-1Prototypen, zwei gebaut.
AM-1Serienversion, 149 gebaut (ursprünglich BTM-1).
AM-1QVersion für elektronische Gegenmaßnahmen mit Elektronikoffizier als zweites Besatzungsmitglied. Dieser war hinter dem Piloten ohne Sichtfenster untergebracht. Zwölf Maschinen gebaut und sechs Umbauten aus AM-1.

## Produktion
Abnahme der Martin Mauler durch die US Navy:
| Hersteller | 1946 | 1947 | 1948 | 1949 | SUMME |
| ---------- | ---- | ---- | ---- | ---- | ----- |
| Martin     | 1    | 15   | 84   | 50   | 150   |

## Technische Daten
| Kenngröße             | Daten der AM-1 |
| --------------------- | --- |
| Besatzung             | ein Pilot |
| Länge                 | 12,55 m |
| Spannweite            | 15,24 m |
| Höhe                  | 5,13 m |
| Flügelfläche          | 46,08 m² |
| Flügelstreckung       | 5,0 |
| Leermasse             | 6.557 kg |
| Startmasse            | 10.608 kg |
| Antrieb               | ein Sternmotor Pratt & Whitney R-4360-4W Wasp Major, 3.000 PS (2.235 kW) |
| Höchstgeschwindigkeit | 591 km/h |
| Dienstgipfelhöhe      | 9.295 m |
| Reichweite            | 2.897 km |

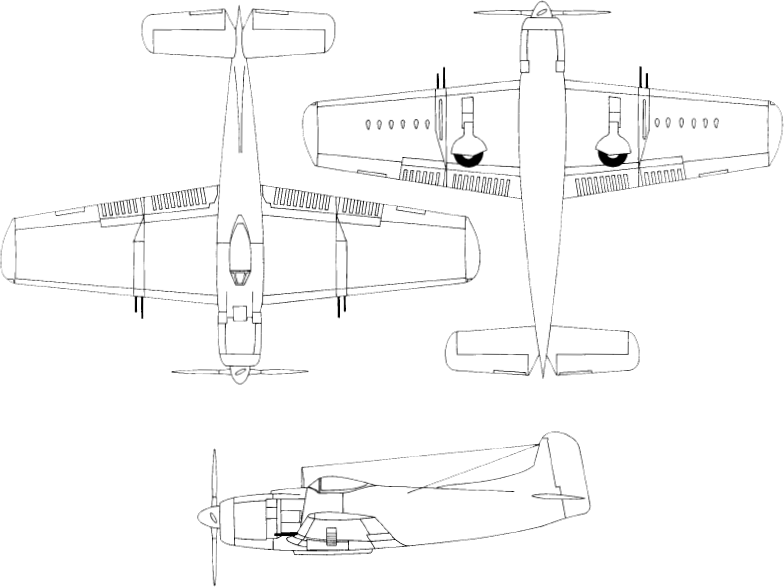
3-Seiten-Riss der AM-1

| Bewaffnung            | - vier 20-mm-Kanonen M3 mit je 200 Schuss - insgesamt 2.041 kg Waffenlast an 15 Pylonen: - 3× Mark13-2-Torpedo - 12× 5''-HVAR-Raketen - 12× 250-Pfund-Bomben - 1× 750-Pfund Bombe |